# Montbonnot-Saint-Martin
Montbonnot-Saint-Martin és un municipi francès situat al departament de la Isèra i a la regió d'Alvèrnia-Roine-Alps. L'any 2007 tenia 4.478 habitants.

## Demografia

### Població
El 2007 la població de fet de Montbonnot-Saint-Martin era de 4.478 persones. Hi havia 1.707 famílies de les quals 422 eren unipersonals (179 homes vivint sols i 243 dones vivint soles), 593 parelles sense fills, 577 parelles amb fills i 115 famílies monoparentals amb fills.
La població ha evolucionat segons el següent gràfic:
Habitants censats

### Habitatges
El 2007 hi havia 1.806 habitatges, 1.738 eren l'habitatge principal de la família, 15 eren segones residències i 53 estaven desocupats. 1.130 eren cases i 643 eren apartaments. Dels 1.738 habitatges principals, 1.255 estaven ocupats pels seus propietaris, 455 estaven llogats i ocupats pels llogaters i 29 estaven cedits a títol gratuït; 71 tenien una cambra, 182 en tenien dues, 184 en tenien tres, 330 en tenien quatre i 971 en tenien cinc o més. 1.494 habitatges disposaven pel capbaix d'una plaça de pàrquing. A 610 habitatges hi havia un automòbil i a 1.034 n'hi havia dos o més.

### Piràmide de població
La piràmide de població per edats i sexe el 2009 era:
| Homes | Edats   | Dones |
| ----- | ------- | ----- |
| 4     | 95 o +  | 4     |
| 0     | 90 a 94 | 24    |
| 16    | 85 a 89 | 24    |
| 12    | 80 a 84 | 16    |
| 28    | 75 a 79 | 56    |
| 36    | 70 a 74 | 56    |
| 68    | 65 a 69 | 84    |
| 96    | 60 a 64 | 100   |
| 136   | 55 a 59 | 92    |
| 156   | 50 a 54 | 144   |
| 180   | 45 a 49 | 208   |
| 152   | 40 a 44 | 180   |
| 100   | 35 a 39 | 132   |
| 124   | 30 a 34 | 108   |
| 80    | 25 a 29 | 80    |
| 100   | 20 a 24 | 76    |
| 148   | 15 a 19 | 188   |
| 164   | 10 a 14 | 160   |
| 140   | 5 a 9   | 108   |
| 84    | 0 a 4   | 132   |

## Economia
El 2007 la població en edat de treballar era de 3.055 persones, 2.177 eren actives i 878 eren inactives. De les 2.177 persones actives 2.052 estaven ocupades (1.076 homes i 976 dones) i 125 estaven aturades (65 homes i 60 dones). De les 878 persones inactives 199 estaven jubilades, 519 estaven estudiant i 160 estaven classificades com a «altres inactius».

### Ingressos
El 2009 a Montbonnot-Saint-Martin hi havia 1.721 unitats fiscals que integraven 4.466,5 persones, la mediana anual d'ingressos fiscals per persona era de 29.987 €.

### Activitats econòmiques
Dels 414 establiments que hi havia el 2007, 3 eren d'empreses extractives, 10 d'empreses de fabricació de material elèctric, 20 d'empreses de fabricació d'altres productes industrials, 26 d'empreses de construcció, 56 d'empreses de comerç i reparació d'automòbils, 1 d'una empresa de transport, 17 d'empreses d'hostatgeria i restauració, 57 d'empreses d'informació i comunicació, 27 d'empreses financeres, 19 d'empreses immobiliàries, 117 d'empreses de serveis, 47 d'entitats de l'administració pública i 14 d'empreses classificades com a «altres activitats de serveis».
Dels 49 establiments de servei als particulars que hi havia el 2009, 1 era una oficina de correu, 3 oficines bancàries, 7 tallers de reparació d'automòbils i de material agrícola, 3 paletes, 3 fusteries, 5 lampisteries, 3 electricistes, 3 empreses de construcció, 3 perruqueries, 8 restaurants, 8 agències immobiliàries i 2 salons de bellesa.
Dels 8 establiments comercials que hi havia el 2009, 1 era una gran superfície de material de bricolatge, 1 una botiga de menys de 120 m², 1 una fleca, 1 una llibreria, 1 una botiga de material esportiu, 1 un drogueria i 2 floristeries.
L'any 2000 a Montbonnot-Saint-Martin hi havia 16 explotacions agrícoles que ocupaven un total de 64 hectàrees.

## Equipaments sanitaris i escolars
L'únic equipament sanitari que hi havia el 2009 era una farmàcia.
El 2009 hi havia 1 escola maternal i 2 escoles elementals. Montbonnot-Saint-Martin disposava d'un liceu d'ensenyament general amb 716 alumnes.

## Poblacions més properes
El següent diagrama mostra les poblacions més properes.